# 금적산
금적산은 대한민국 충청북도 보은군 삼승면과 옥천군 안내면에 결쳐 위치한 산으로, 최고높이는 해발 652m이다.
산에는 충북 남부지역을 수신범위로 하여 TV, FM라디오, 지상파DMB방송을 서비스하는 방송 송출 중계소가 있다.

## 방송 송신 시설
| 디지털TV  |                     |           |                      |       |                                        |
| 가상채널  | 방송국명            | 호출부호  | 물리채널             | 출력  | 가시청권                               |
| CH 6-1    | CJB DTV             | HLDR-DTV  | CH 42                | 90W   | 보은, 옥천, 영동, 대전 일부, 상주 일부 |
| CH 7-1    | KBS청주 DTV2        | HLAC-DTV  | CH 31                | 90W   | 보은, 옥천, 영동, 대전 일부, 상주 일부 |
| CH 9-1    | KBS청주 DTV1        | HLKQ-DTV  | CH 40                | 90W   | 보은, 옥천, 영동, 대전 일부, 상주 일부 |
| CH 10-1   | EBS 1TV             | HLQL-DTV  | CH 48                | 90W   | 보은, 옥천, 영동, 대전 일부, 상주 일부 |
| CH 10-2   | EBS 2TV             | HLQL-DTV  | CH 48                | 90W   | 보은, 옥천, 영동, 대전 일부, 상주 일부 |
| CH 11-1   | MBC충북 청주 TV     | HLAX-DTV  | CH 43                | 90W   | 보은, 옥천, 영동, 대전 일부, 상주 일부 |
| FM라디오  |                     |           |                      |       |                                        |
| 채널      | 방송국명            | 호출부호  |                      | 출력  | 가시청권                               |
| 89.3MHz   | KBS청주 1라디오     | HLKQ-SFM  |                      | 90W   | 보은, 옥천, 영동                       |
| 96.3MHz   | MBC충북 청주 라디오 | HLAX-SFM  |                      | 500㎾ | 보은, 옥천, 영동                       |
| 지상파DMB |                     |           |                      |       |                                        |
| 앙상블명  | 방송국명            | 호출부호  | 채널(주파수)         | 출력  | 가시청권                               |
| myMBC     | my MBC 11           | HLCQ-TDMB | CH 11-A (199.280MHz) | 90kW  | 보은, 옥천, 영동, 대전 일부, 상주 일부 |
| U-KBS     | KBS STAR            | HLKI-TDMB | CH 11-B (201.008MHz) | 90kW  | 보은, 옥천, 영동, 대전 일부, 상주 일부 |
| U-KBS     | HD KBS STAR         | HLKI-TDMB | CH 11-B (201.008MHz) | 90kW  | 보은, 옥천, 영동, 대전 일부, 상주 일부 |
| U-KBS     | KBS HEART           | HLKI-TDMB | CH 11-B (201.008MHz) | 90kW  | 보은, 옥천, 영동, 대전 일부, 상주 일부 |
| U-KBS     | KBS MUSIC           | HLKI-TDMB | CH 11-B (201.008MHz) | 90kW  | 보은, 옥천, 영동, 대전 일부, 상주 일부 |